# Santa Luzia do Paruá
Santa Luzia do Paruá är en kommun i Brasilien.   Den ligger i delstaten Maranhão, i den nordöstra delen av landet, 1 500 km norr om huvudstaden Brasília. Antalet invånare är 22 644. Arean är 904 kvadratkilometer.
Terrängen i Santa Luzia do Paruá är platt.
Omgivningarna runt Santa Luzia do Paruá är en mosaik av jordbruksmark och naturlig växtlighet. Runt Santa Luzia do Paruá är det ganska glesbefolkat, med 21 invånare per kvadratkilometer.